# Antoine Chrysostome Quatremère de Quincy

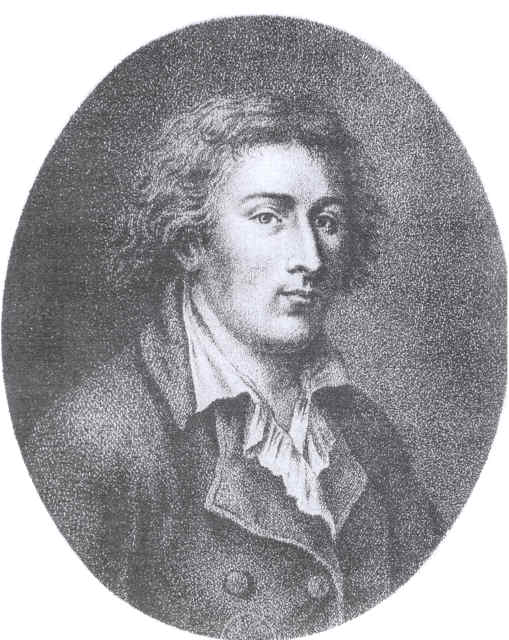
Antoine Chrysostome Quatremère.

Antoine Chrysostome Quatremère de Quincy, född den 21 oktober 1755 i Paris, död där den 28 december 1849, var en fransk arkeolog, arkitekturteoretiker, frimurare, politiker samt en inflytelserik konstförfattare och -historiker. 
Quatremère, som var  parlamentsledamot ett antal gånger från 1791 till 1822, var en betydande förespråkare för klassicismen och skrev flera verk om antik konst.